# Haselberg (Südliche Böhmerwaldausläufer)
Der Haselberg ist ein 746 m ü. A. hoher Berg der Südlichen Böhmerwaldausläufer in Oberösterreich.

## Lage und Umgebung
Der Haselberg gehört zur Gemeinde Klaffer am Hochficht im Bezirk Rohrbach. Er liegt in den Einzugsgebieten des Freundorfer Hausbachs und des Klafferbachs.

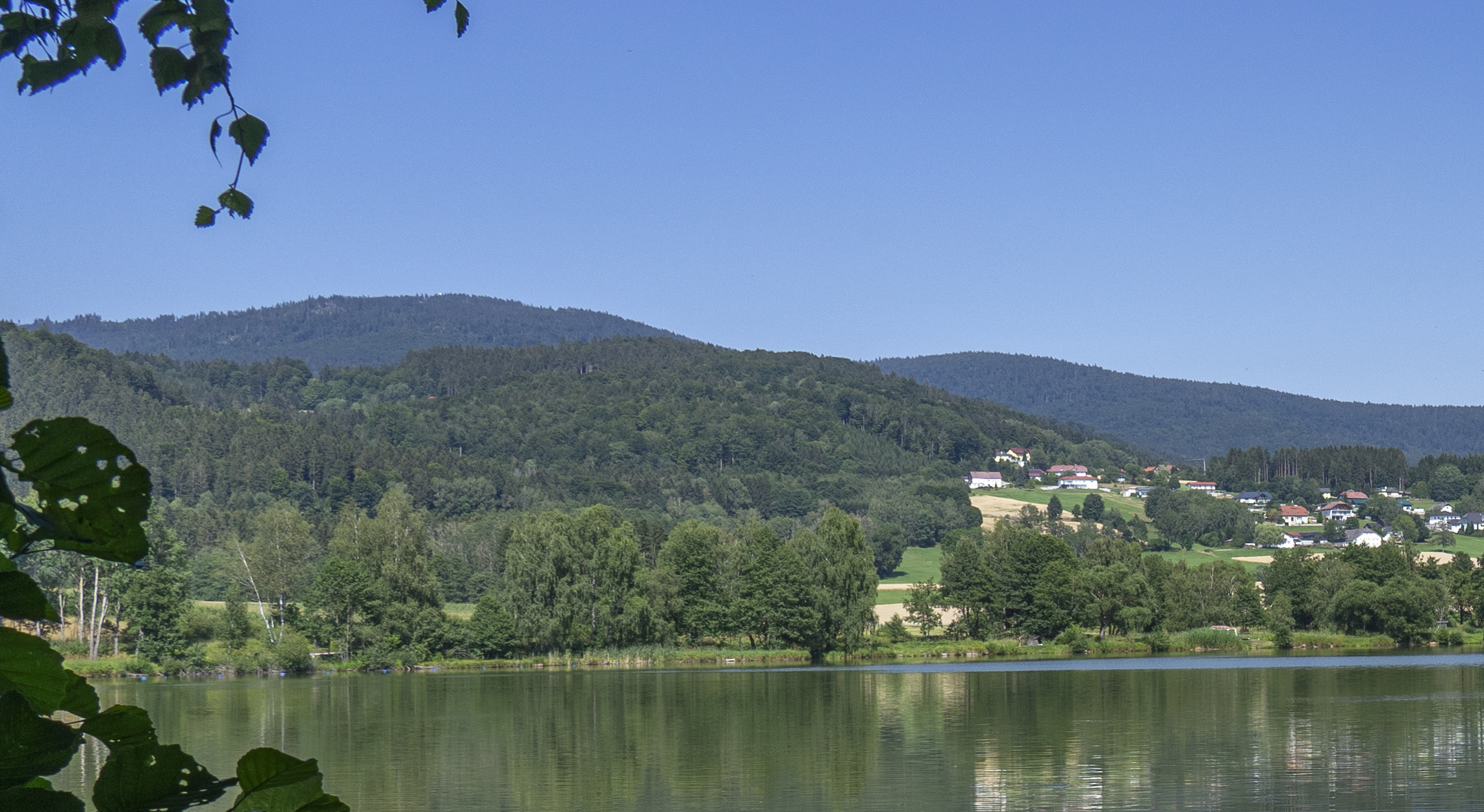
Blick über den Urlsee auf den Haselberg

Er ist Teil der 22.302 Hektar großen Important Bird Area Böhmerwald und Mühltal.

## Geologie und Vegetation
In geologischer Hinsicht ist der Haselberg von Weinsberger Granit und Grobkorngneis geprägt. Er bildet wie der benachbarte Kühberg eine kompakte Waldinsel in einem landwirtschaftlich genutzten Gebiet. Am südlichen Waldrand erstreckt sich eine magere Rot-Straußgras-Wiese. Hier wachsen Gewöhnlicher Glatthafer (Arrhenatherum elatius), Gewöhnlicher Rot-Schwingel (Festuca rubra), Fettwiesen-Margerite (Leucanthemum ircutianum), Gewöhnliche Kreuzblume (Polygala vulgaris) und Breitblättriger Thymian (Thymus pulegioides).